# Сефер ха-Разім
Сефер ха-Разім (івр. ספר הרזים; «Книга таємниць») — єврейський містичний текст, який нібито подарував Ною ангел Разіель і передавався через усю біблійну історію, поки він не потрапив до Соломона, для якого він став великим джерелом його мудрості та передбачуваної магічної сили. Подібний текст «Сефер Разіель га-Малах» був подарований Адаму тим самим ангелом.
У кабалі вважається, що цей текст є джерелом для єврейської магії, яка викликає ангелів, а не Бога для здійснення надприродних подвигів.

## Відкриття
Текст був заново відкритий у 20 столітті Мордекаєм Маргаліотом, використовуючи фрагменти, знайдені в Каїрській генизі. Він припустив, що кілька фрагментів єврейської магічної літератури мають спільне джерело, і був упевнений, що зможе реконструювати це спільне джерело. Він досяг цього в 1966 році, коли опублікував Сефер ха-Разім.

## Датування
Маргаліот датує оригінальний текст раннім четвертим або кінцем третього століття нашої ери. Ця дата є майже загальновизнаною; лише Ітамар Грюнвальд датує текст шостим або сьомим століттям. Тим не менш, очевидно, що цей текст передує каббалістичним текстам, включаючи Зоар (тринадцяте століття), Бахір (також тринадцяте століття) і, можливо, протокабалістичний Сефер Єціра (четверте століття). Існують певні текстові підказки, які вказують на цю ранню дату, зокрема посилання на «римські індикції в 1:27-28 [які] дають чітке закінчення 297 р. н. е.» (Морган 8).

## Структура і зміст
Книга поділена на сім розділів, без передмови, яка детально описує прийом і передачу книги. Кожен із перших шести розділів відповідає одному небу та містить перелік ангелів та інструкції щодо виконання одного чи кількох магічних обрядів. На сьомому небі тільки престол Божий і чотири хайоти. Між ортодоксальною космогонією книги та неортодоксальною практикою, втіленою в цих магічних обрядах, існує непросте протиріччя; книгу, очевидно, редагував писар-равин, але «народна релігія», яка міститься в книзі, більш-менш недоторкана. Деякі з ритуалів мають на меті сприяти зціленню, пророцтву, нападу на ворога та здобуттю щастя. Число сім, важливість божественних імен і поширеність симпатетичної магії — все це має значення в літературі близькосхідної магії. Текст демонструє сильний синкретизм єврейської та грецької традицій; прикладом є молитва до Геліоса.
Молитві передує вказівка закликати кількох ангелів 21 раз, а також ім'я сонця. Читачеві наказано провести ритуал у білому одязі.
Мандейська утра (ангел або охоронець) Птахіл згадується в Сефер ха-Разім серед інших ангелів, які стоять на дев'ятій сходинці другого небосхилу. :211